# Liga de Dinamarca de balonmano femenino
La Liga de Dinamarca de balonmano femenino es la máxima categoría del balonmano femenino en Dinamarca. Fue fundada en 1936.

## Equipos 2019-20
- Aarhus United Elitehandball
- EH Aalborg
- Ajax København
- Herning-Ikast Håndbold
- København Håndbold
- Nykøbing Falster Håndboldklub
- Odense Håndbold
- Randers HK
- Skanderborg Håndbold
- Silkeborg-Voel KFUM
- Team Esbjerg
- Team Tvis Holstebro
- Viborg HK
- Horsens HK

## Palmarés
|  | - 1936: Kvindelig Idrætsforening (1) - 1937: K. K. G. (1) - 1938: Kvindelig Idrætsforening (2) - 1939: RH 33 (1) - 1940: K. K. G. (2) - 1941: K. K. G. (3) - 1942: AGF Aarhus (1) - 1943: Kvindelig Idrætsforening (3) - 1944: Kvindelig Idrætsforening (4) - 1945: No se disputó - 1946: K. K. G. (4) - 1947: Kvindelig Idrætsforening (5) - 1948: Kvindelig Idrætsforening (6) - 1949: AGF Aarhus (2) - 1950: Kvindelig Idrætsforening (7) - 1951: H. G. (1) - 1952: V.R.I. (1) - 1953: H. G. (2) - 1954: Kvindelig Idrætsforening (8) - 1955: USG (1) - 1956: Frederiksberg IF (1) | - 1957: H. G. (3) - 1958: H. G. (4) - 1959: Frederiksberg IF (2) - 1960: H. G. (5) - 1961: Svendborg HK (1) - 1962: Frederiksberg IF (3) - 1963: Helsingør IF (1) - 1964: H. G. (6) - 1965: H. G. (7) - 1966: Frederiksberg IF (4) - 1967: Frederiksberg IF (5) - 1968: H. G. (8) - 1969: H. G. (9) - 1970: H. G. (10) - 1971: Frederiksberg IF (6) - 1972: Frederiksberg IF (7) - 1973: Frederiksberg IF (8) - 1974: Frederiksberg IF (9) - 1975: H. G. (11) - 1976: Frederiksberg IF (10) | - 1977: H. G. (12) - 1978: Frederiksberg IF (11) - 1979: Svendborg HK (2) - 1980: Frederiksberg IF (12) - 1981: Frederiksberg IF (13) - 1982: AIA-Tranbjerg (1) - 1983: Helsingør IF (2) - 1984: Helsingør IF (3) - 1985: Frederiksberg IF (14) - 1986: IF Stjernen (1) - 1987: Rødovre HK (1) - 1988: Lyngså BK (1) - 1989: Frederiksberg IF (15) - 1990: GOG (1) - 1991: GOG (2) - 1992: GOG (3) - 1993: GOG (4) - 1994: Viborg HK (1) - 1995: Viborg HK (2) - 1996: Viborg HK (3) | - 1997: Viborg HK (4) - 1998: Ikast FS (1) - 1999: Viborg HK (5) - 2000: Viborg HK (6) - 2001: Viborg HK (7) - 2002: Viborg HK (8) - 2003: Slagelse FH (1) - 2004: Viborg HK (9) - 2005: Slagelse FH (2) - 2006: Viborg HK (10) - 2007: Slagelse FH (3) - 2008: Viborg HK (11) - 2009: Viborg HK (12) - 2010: Viborg HK (13) - 2011: FC Midtjylland Håndbold (2) - 2012: Randers HK (1) - 2013: FC Midtjylland Håndbold (3) - 2014: Viborg HK (14) - 2015: FC Midtjylland Håndbold (4) - 2016: Team Esbjerg (1) | - 2017: Nykøbing Falster Håndboldklub (1) - 2018: København Håndbold (1) - 2019: Team Esbjerg (2) - 2020: Team Esbjerg (3) - 2021: Odense Håndbold (1) - 2022: Odense Håndbold (2) - 2023: Team Esbjerg (4) - 2024: Team Esbjerg (5) - 2025: Odense Håndbold (3) |